# Melchior von Lichtenfels
Melchior von Lichtenfels (* um 1517; † 17. Mai 1575 in Pruntrut) war von 1554 bis 1575 Fürstbischof von Basel.

## Herkunft
Melchior von Lichtenfels stammte aus einer schwäbischen Adelsfamilie, die ursprünglich auf der Burg Lichtenfels ihren Sitz hatte. Seine Eltern waren Hans Wilhelm III. von Lichtenfels und dessen zweite Frau Ursula Pfau von Rüppur.

## Werdegang
Im Jahr 1527 ist Melchior von Lichtenfels als Wartner des Domkapitels zu Basel verzeichnet. Im Mai 1535 war er als Theologiestudent an der Universität in Freiburg eingeschrieben. Vor seiner Wahl zum Bischof arbeitete er als Verwalter im Auftrag des Baseler Domkapitels und dabei eng mit dem in Pruntrut residierenden Bischof von Basel zusammen. Am 26. August 1547 erfolgte seine Ernennung zum Archidiakon, ehe er am 4. August 1554 auch zum Scholaster gewählt wurde.
Nach dem Tod von Bischof Philipp von Gundelsheim 1553 fungierte er zunächst als bestellter Administrator des Bistums, dessen Untertanen sich jedoch weigerten, einen bloßen Verwalter als Souverän anzuerkennen. Aus diesem Grund wählte das Domkapitel ihn am 8. Oktober 1554 offiziell zum Bischof von Basel. Die Bestätigung seiner Wahl durch Papst Paul IV. erfolgt am 4. Dezember des gleichen Jahres.
Auch Melchior von Lichtenfels residierte nicht in Basel, das seit 1527/1528 reformiert war, sondern auf dem fürstbischöflichen Schloss in Pruntrut im schweizerischen Jura, wo er auch weltlicher Herrscher war. Seine Bemühungen, den vollständigen politischen und religiösen Untergang des Fürstbistums zu verhindern sowie dessen finanzielle Probleme zu bewältigen, hinderten ihn daran, persönlich am Konzil von Trient teilzunehmen, auf dem er sich vertreten ließ. 1569 erfolgte seine Weihe durch den Bischof von Konstanz.
Melchior von Lichtenfels’ Amtsführung war umstritten, im Jahr 1568 wurde er sogar von Papst Pius V. dafür getadelt. Bei seinem Tod am 17. Mai 1575 hinterließ er ein Fürstbistum in prekärer politischer, religiöser und finanzieller Lage.

## Fussnoten
1. ↑  Julius Kindler von Knobloch (Bearb.): Oberbadisches Geschlechterbuch. Band 2: He–Lysser. Carl Winter's Universitätsbuchhandlung, Heidelberg 1905, S. 498 (Digitalisat).
2. ↑  Patrick Schmoll: Les seigneurs de Lichtenfels (1296–1601). Notice généalogique et historique. 2001, S. 16.
3. 1 2  Catherine Bosshart-Pfluger: Lichtenfels, Melchior von. In: Historisches Lexikon der Schweiz.  27. November 2008, abgerufen am 29. Dezember 2022.
4. 1 2 3  Patrick Schmoll: Les seigneurs de Lichtenfels (1296–1601). Notice généalogique et historique. 2001, S. 7.
5. ↑  Angabe nach Patrick Schmoll: Les seigneurs de Lichtenfels (1296–1601). Notice généalogique et historique. 2001, S. 7. Im Historischen Lexikon der Schweiz wird 1555 als Jahr der Bestätigung angegeben.

| Vorgänger               | Amt                         | Nachfolger                           |
| ----------------------- | --------------------------- | ------------------------------------ |
| Philipp von Gundelsheim | Bischof von Basel 1554–1575 | Jakob Christoph Blarer von Wartensee |

| Personendaten    | Personendaten             |
| ---------------- | ------------------------- |
| NAME             | Lichtenfels, Melchior von |
| KURZBESCHREIBUNG | Fürstbischof von Basel    |
| GEBURTSDATUM     | um 1517                   |
| STERBEDATUM      | 17. Mai 1575              |
| STERBEORT        | Pruntrut                  |